# فادی غندور
فادی غندور (به عربی: فادي غندور) (زاده ۱۹۵۹) کارآفرین، بازرگان و مدیر ارشد اجرایی اردنی-لبنانی است، که در سال ۱۹۸۲ شرکت آرامکس را تأسیس نمود. وی در حال حاضر به‌عنوان رییس هیئت مدیره شرکت آرامکس فعالیت می‌کند.